# Mario Del Monaco
Mario Del Monaco (Firenze, 27 luglio 1915 – Mestre, 16 ottobre 1982) è stato un tenore italiano, considerato uno dei più rappresentativi e popolari degli anni cinquanta e sessanta.

## Biografia
Nacque da padre napoletano, che svolse per qualche tempo l'attività di critico musicale a New York, e madre fiorentina con origini siciliane, che possedeva voce di soprano e che egli definì “la mia prima musa”.
Dopo aver studiato inizialmente violino come autodidatta, si rese conto che la sua reale passione era il canto. Il maestro Raffaelli ne riconobbe il talento e lo aiutò negli inizi. Dopo che la famiglia si stabilì a Pesaro, fu allievo di Arturo Melocchi al conservatorio Rossini. Nel 1936 vinse una borsa di studio per un corso di perfezionamento alla scuola del Teatro dell'Opera di Roma, dove però il metodo di insegnamento inadatto alle sue caratteristiche vocali gli procurò problemi, che il suo precedente maestro contribuì in seguito a risolvere.
Appassionato di pittura e scultura, si diplomò anche alla Scuola d'Arte di Pesaro. Nel 1941 sposò Rina Fedora Filippini, conosciuta durante la scuola a Roma e che l'anno seguente gli diede un figlio. Debuttò a Cagli nel 1939 in Cavalleria rusticana, mentre il primo successo risale al 31 dicembre 1940 in Madama Butterfly al Teatro Puccini di Milano. Dopo un periodo di attività irregolare a causa della guerra, la carriera decollò: nel 1945 esordì alla Scala in Madama Butterfly, nel 1946 vi fu il debutto all'Arena di Verona in Aida e quello internazionale a Londra (Tosca e Pagliacci), nel 1947 l'esordio all'Opera di Roma (Carmen e Cavalleria rusticana). Una svolta fu il debutto nel 1950 al Teatro Colón di Buenos Aires nell'Otello verdiano, ruolo a cui legò indissolubilmente il suo nome. 

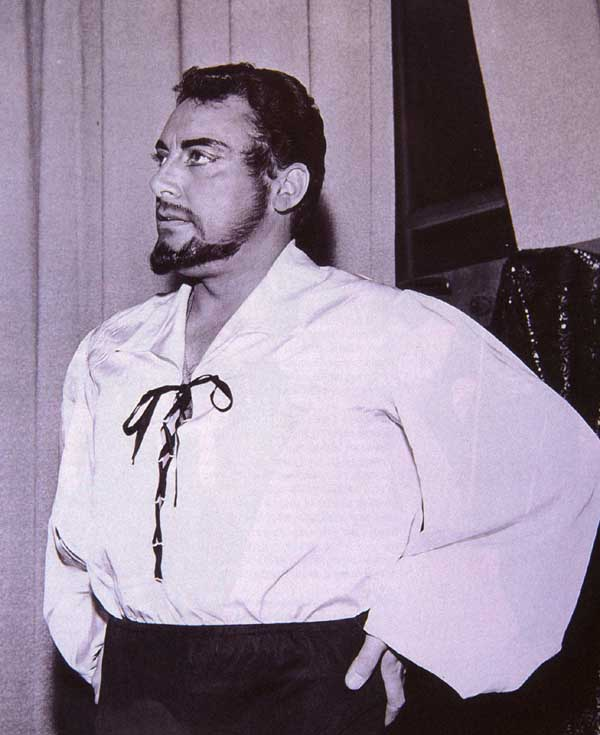
Mario Del Monaco in Ernani

Oltre alla frequente presenza alla Scala e negli altri principali teatri italiani (con una particolare affezione per Firenze), apparve regolarmente al Metropolitan di New York dal 1950 al '59 e fu il primo cantante italiano del dopoguerra ad esibirsi al Teatro Bol'šoj di Mosca, dove il fanatismo suscitato dalle sue interpretazioni di Carmen e Pagliacci indusse le autorità sovietiche a conferirgli l'Ordine di Lenin, massima onorificenza dello stato.
Interpretò l'Otello verdiano in 427 recite e fu protagonista di storiche edizioni di Fanciulla del west (Firenze 1954), Norma (La Scala 1955), Ernani (Firenze 1957), Sansone e Dalila (Met 1958), I Troiani (La Scala 1960).
Nell'ultimo periodo del 1963 un grave incidente automobilistico lo costrinse a interrompere l'attività, che riprese comunque entro la fine dell'anno successivo, per proseguire fino agli anni settanta. Lasciò le scene con Tosca ad Amburgo nel febbraio del 1976. Nel 1978 apparve ancora nel film di Dino Risi Primo amore.
Visse gli ultimi anni nella sua villa di Lancenigo presso Treviso, dedicandosi all'insegnamento fino alla morte, avvenuta nel reparto di nefrologia dell'ospedale Umberto I di Mestre per un infarto, dopo un lungo periodo di dialisi renale. La municipalità di Treviso gli ha dedicato il Teatro comunale e una statua nella centrale Piazza della Borsa. Le sue spoglie riposano nel cimitero centrale di Pesaro, avvolte nelle vesti di Otello da lui stesso disegnate; il monumento sepolcrale è opera dello scultore Giò Pomodoro.

## Vocalità e note artistiche
Dotato dalla natura di mezzi vocali d'eccezione, possedeva una voce scura e di rara potenza, tipicamente di tenore drammatico, con inflessioni a tratti quasi baritonali, ma luminosa e facile anche nel registro superiore, potendo sfoggiare Si e Do di rara ricchezza e volume (nella registrazione in studio di Rigoletto del 1954, alla stretta "Addio speranza ed anima", arriva a emettere un Do#).
Il suo canto fu caratterizzato da un fraseggio prevalentemente declamatorio e da un impeto drammatico che ne esaltavano la potenza vocale e lo squillo, ma anche, grazie agli interminabili fiati, e contrariamente a quanto affermano i detrattori, dalla ricerca, pur non sempre riuscita, di mezze voci e talora persino di pianissimi, come è possibile rilevare soprattutto nelle registrazioni dal vivo. In particolare Alfredo Kraus riteneva la sua tecnica molto vicina alla tradizione italiana di Beniamino Gigli ed Enrico Caruso, attribuendo la particolare vocalità più a ragioni stilistiche che tecniche.
È riconosciuto come uno dei maggiori interpreti di Otello del XX secolo e come un inevitabile termine di confronto per tutti gli interpreti successivi. Il suo fu un personaggio scuro e violento, ricco di un'impetuosa drammaticità spesso elettrizzante. Di quest'opera ha lasciato, oltre a numerose registrazioni dal vivo, sia audio che video, due incisioni in studio: la prima del 1954 e la seconda, con la direzione di Herbert von Karajan, del 1961, in cui l'interpretazione appare più varia e sfumata.

## Musica leggera

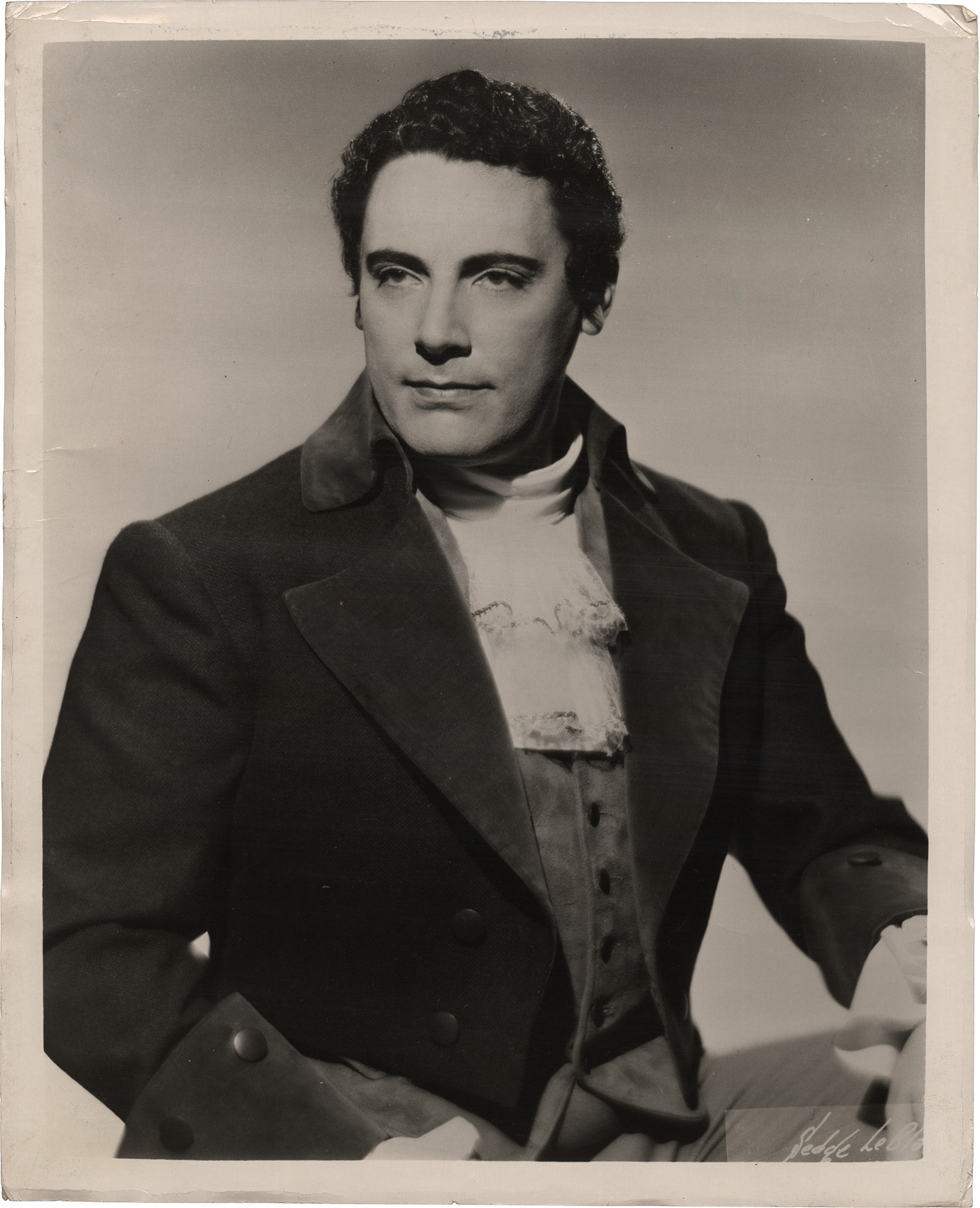
Mario Del Monaco in Andrea Chénier - Archivio Storico Ricordi

Mario Del Monaco nel 1955

Del Monaco si dedicò di frequente alla musica leggera e nel 1975 nacque un LP di successo mondiale, contenente in particolare, oltre a brani classici della canzone napoletana, il brano inedito Un amore così grande, che ebbe un grande successo e fu ripreso da numerosi artisti in anni successivi.

## Repertorio
| Ruolo                | Titolo                | Autore       |
| -------------------- | --------------------- | ------------ |
| Pollione             | Norma                 | Bellini      |
| Enea                 | Les Troyens           | Berlioz      |
| Don José             | Carmen                | Bizet        |
| Faust                | Mefistofele           | Boito        |
| Giuseppe Hagenbach   | La Wally              | Catalani     |
| Maurizio di Sassonia | Adriana Lecouvreur    | Cilea        |
| Phoebus              | Esmeralda             | Dargomyžskij |
| Fernando             | La favorita           | Donizetti    |
| Edgardo              | Lucia di Lammermoor   | Donizetti    |
| Andrea Chénier       | Andrea Chénier        | Giordano     |
| Loris Ipanoff        | Fedora                | Giordano     |
| Pery                 | Il Guarany            | Gomes        |
| Canio                | Pagliacci             | Leoncavallo  |
| Milio Dufresne       | Zazà                  | Leoncavallo  |
| Turiddu              | Cavalleria rusticana  | Mascagni     |
| Fritz Kobus          | L'amico Fritz         | Mascagni     |
| Rodrigo              | Il Cid                | Massenet     |
| Vasco de Gama        | L'Africaine           | Meyerbeer    |
| Enzo Grimaldo        | La Gioconda           | Ponchielli   |
| Renato Des Grieux    | Manon Lescaut         | Puccini      |
| Edgar                | Edgar                 | Puccini      |
| Rodolfo              | La bohème             | Puccini      |
| Mario Cavaradossi    | Tosca                 | Puccini      |
| F.B. Pinkerton       | Madama Butterfly      | Puccini      |
| Dick Johnson         | La fanciulla del West | Puccini      |
| Luigi                | Il tabarro            | Puccini      |
| Calaf                | Turandot              | Puccini      |
| Ariodante            | Ariodante             | Rota         |
| Samson               | Samson et Dalila      | Saint-Saëns  |
| Febo                 | Esmeralda             | Santucci     |
| Ernani               | Ernani                | Verdi        |
| Macduff              | Macbeth               | Verdi        |
| Stiffelio            | Stiffelio             | Verdi        |
| Rodolfo              | Luisa Miller          | Verdi        |
| Duca di Mantova      | Rigoletto             | Verdi        |
| Manrico              | Il trovatore          | Verdi        |
| Alfredo Germont      | La traviata           | Verdi        |
| Riccardo             | Un ballo in maschera  | Verdi        |
| Don Alvaro           | La forza del destino  | Verdi        |
| Radames              | Aida                  | Verdi        |
| Otello               | Otello                | Verdi        |
| Lohengrin            | Lohengrin             | Wagner       |
| Siegmund             | Die Walküre           | Wagner       |
| Paolo il Bello       | Francesca da Rimini   | Zandonai     |
| Romeo                | Giulietta e Romeo     | Zandonai     |

## Discografia e videografia

### Incisioni in studio
| Anno | Titolo Ruolo                              | Cast                                                                  | Direttore                   | Casa  |
| ---- | ----------------------------------------- | --------------------------------------------------------------------- | --------------------------- | ----- |
| 1952 | Aida Radames                              | Renata Tebaldi, Ebe Stignani, Aldo Protti                             | Alberto Erede               | Decca |
| 1953 | Cavalleria rusticana Turiddu              | Elena Nicolai, Aldo Protti                                            | Franco Ghione               | Decca |
|      | Pagliacci Canio                           | Clara Petrella, Afro Poli, Aldo Protti, Piero De Palma                | Alberto Erede               | Decca |
| 1954 | Manon Lescaut Renato Des Grieux           | Renata Tebaldi, Mario Borriello, Fernando Corena                      | Francesco Molinari Pradelli | Decca |
|      | Otello                                    | Renata Tebaldi, Aldo Protti                                           | Alberto Erede               | Decca |
|      | Rigoletto Duca di Mantova                 | Aldo Protti, Hilde Güden, Cesare Siepi, Giulietta Simionato           | Alberto Erede               | Decca |
| 1955 | Turandot Calaf                            | Inge Borkh, Renata Tebaldi, Nicola Zaccaria                           | Alberto Erede               | Decca |
|      | La forza del destino Don Alvaro           | Renata Tebaldi, Ettore Bastianini, Cesare Siepi, Giulietta Simionato  | Francesco Molinari Pradelli | Decca |
| 1956 | Il trovatore Manrico                      | Renata Tebaldi, Ugo Savarese, Giulietta Simionato, Giorgio Tozzi      | Alberto Erede               | Decca |
| 1957 | Andrea Chénier                            | Renata Tebaldi, Ettore Bastianini                                     | Gianandrea Gavazzeni        | Decca |
|      | La Gioconda Enzo Grimaldo                 | Anita Cerquetti, Ettore Bastianini, Giulietta Simionato, Cesare Siepi | Gianandrea Gavazzeni        | Decca |
| 1958 | La fanciulla del West Dick Johnson        | Renata Tebaldi, Cornell MacNeil                                       | Franco Capuana              | Decca |
|      | Mefistofele Faust                         | Cesare Siepi, Renata Tebaldi                                          | Tullio Serafin              | Decca |
| 1959 | Pagliacci Canio                           | Gabriella Tucci, Cornell MacNeil, Renato Capecchi, Piero De Palma     | Francesco Molinari Pradelli | Decca |
|      | Tosca Mario Cavaradossi                   | Renata Tebaldi, George London                                         | Francesco Molinari Pradelli | Decca |
| 1960 | Cavalleria rusticana Turiddu              | Giulietta Simionato, Cornell MacNeil                                  | Tullio Serafin              | Decca |
| 1961 | Adriana Lecouvreur Maurizio di Sassonia   | Renata Tebaldi, Giulietta Simionato, Giulio Fioravanti                | Franco Capuana              | Decca |
|      | Otello                                    | Renata Tebaldi, Aldo Protti                                           | Herbert von Karajan         | Decca |
| 1962 | Il tabarro Luigi                          | Renata Tebaldi, Robert Merrill                                        | Lamberto Gardelli           | Decca |
| 1963 | Carmen Don José                           | Regina Resnik, Joan Sutherland, Tom Krause                            | Thomas Schippers            | Decca |
| 1966 | Cavalleria rusticana Turiddu              | Elena Souliotis, Tito Gobbi                                           | Silvio Varviso              | Decca |
| 1967 | Norma Pollione                            | Elena Souliotis, Fiorenza Cossotto, Carlo Cava                        | Silvio Varviso              | Decca |
| 1968 | La Wally Giuseppe Hagenbach               | Renata Tebaldi, Piero Cappuccilli                                     | Fausto Cleva                | Decca |
| 1969 | Fedora Loris Ipanoff                      | Magda Olivero, Tito Gobbi                                             | Lamberto Gardelli           | Decca |
|      | Francesca da Rimini (sel.) Paolo il bello | Magda Olivero                                                         | Nicola Rescigno             | Decca |

### Registrazioni dal vivo (selezione)
- Un ballo in maschera, con Carla Castellani, Piero Biasini, Giulietta Simionato, dir. Nino Sanzogno - Ginevra 1946 ed. Bongiovanni/Myto
- Andrea Chenier (selez.), con Renata Tebaldi, Paolo Silveri, dir. Victor de Sabata - La Scala 1949 ed. Cetra/Myto
- Otello, con Delia Rigal, Carlos Guichandut, dir. Antonino Votto - Buenos Aires 1950 ed. Myto/GOP
- Adriana Lecouvreur, con Clara Petrella, Oralia Domínguez, Giuseppe Taddei, dir. Oliviero De Fabritiis - Città del Messico 1951 ed. Lyric Distribution/House of Opera
- Aida, con Maria Callas, Oralia Domínguez, Giuseppe Taddei, Roberto Silva, dir. Oliviero De Fabritiis - Mexico City 1951 ed. Melodram/SRO/EMI
- Aida, con Zinka Milanov, Nell Rankin, Leonard Warren, Jerome Hines, dir. Fausto Cleva - Met 1952 ed. Myto
- Pagliacci, con Delia Rigal, Paolo Silveri, Renato Capecchi, dir. Alberto Erede - Met 1953 ed. Bongiovanni/Opera Lovers
- La Wally, con Renata Tebaldi, Giangiacomo Guelfi, Renata Scotto, Giorgio Tozzi, dir. Carlo Maria Giulini - La Scala 1953 ed. IDIS/Legato
- La forza del destino, con Renata Tebaldi, Aldo Protti, Cesare Siepi, dir. Dimitri Mitropoulos - Firenze 1953 ed. Archipel/House of Opera
- La fanciulla del west, con Eleanor Steber, Giangiacomo Guelfi, dir. Dimitri Mitropoulos - Firenze 1954 ed. Cetra/Arkadia/Myto
- Otello, con Renata Tebaldi, Leonard Warren, dir. Antonino Votto - La Scala 1954 ed. Melodram/Myto
- Andrea Chenier, con Maria Callas, Aldo Protti, dir. Antonino Votto - La Scala 1955 ed. Melodram/Opera d'Oro/EMI
- Norma, con Maria Callas, Giulietta Simionato, Nicola Zaccaria, dir. Antonino Votto - La Scala 1955 ed. Arkadia/IDIS/Myto
- Ernani, con Anita Cerquetti, Ettore Bastianini, Boris Christoff, dir. Dimitri Mitropoulos - Firenze 1957 ed. Myto/Opera D'Oro
- Carmen, con Risë Stevens, Lucine Amara, Frank Guarrera, dir. Dimitri Mitropoulos - Met 1957 ed. Nuova Era/Living Stage
- Otello, con Victoria de los Ángeles, Leonard Warren, dir. Fausto Cleva - Met 1958 ed. Paragon/Myto
- Sansone e Dalila, con Rise Stevens, Giorgio Tozzi, dir. Fausto Cleva - Met 1958 ed. Myto
- Pagliacci, con Lucine Amara, Leonard Warren, Mario Sereni, dir. Dimitri Mitropoulos - Met 1959 ed. Melodram/Arkadia
- Francesca da Rimini, con Magda Olivero, Giampiero Malaspina, dir. Gianandrea Gavazzeni - La Scala 1959 ed. Legato Classics/Myto
- I Troiani, con Fiorenza Cossotto, Giulietta Simionato, Lino Puglisi, Agostino Ferrin, Nell Rankin, dir. Rafael Kubelík - La Scala 1960 ed. Paragon/VAI/Myto

### Brani singoli
- L'Africana: Oh paradiso, Andrea Chenier: Un dì all'azzurro spazio, Turandot: Nessun dorma, Lohengrin: Da voi lontan - EMI 1948
- Cavalleria rusticana: Addio alla madre, Otello: Esultate, Ora e per sempre addio, Dio mi potevi scagliar, Niun mi tema, Aida: Celeste Aida, Manon Lescaut: Donna non vidi mai, Carmen: Il fiore, La boheme (Leoncavallo): Testa adorata, Pagliacci: Vesti la giubba, No, pagliaccio non son - EMI 1951
- Werther: Ah non mi ridestar, Andrea Chenier: Si, fui soldato, Come un bel dì di maggio, Martha: M'apparì, Adriana Lecouvreur: La dolcissima effigie, L'anima ho stanca, Cavalleria rusticana: O Lola, L'amico Fritz: O amore, o bella luce del core - EMI 1952
- Luisa Miller: Quando le sere al placido, La fanciulla del west: Ch'ella mi creda, Manon Lescaut: Pazzo son, La traviata: Dei miei bollenti spiriti,    Turandot: Non piangere Liù, Tosca: Recondita armonia, E lucevan le stelle, Macbeth: Ah la paterna mano - Decca 1952
- La forza del destino: O tu che in seno, Rigoletto: Questa o quella, La donna è mobile, La Juive: : Rachel, quand du Seigneur, La Gioconda: Cielo e mar, Pagliacci: Prologo - Decca 1953
- Lorely: Nel verde maggio, Il tabarro: Hai ben ragione, Turandot: Nessun dorma, Andrea Chenier: Un dì all'azzurro spazio, La fanciulla del west: Or son sei mesi, La boheme: Che gelida manina - Decca 1954
- Norma: Meco all'altar di Venere, Lohengrin: In fermen land - Decca 1955
- Lohengrin: In fermen land, La valchiria: Tre brani, L'Arlesiana: E' la solita storia, La boheme (Leoncavallo): Testa adorata, Isabeau: Ch'io odo, O popolo, Gianni Schicchi: Firenze è come un albero fiorito, Francesca da Rimini: Inghirlandata - Decca 1964

### Video
- Andrea Chenier, con Antonietta Stella, Giuseppe Taddei, dir. Angelo Questa - video-RAI 1955 ed. BCS
- Il trovatore, con Leyla Gencer, Ettore Bastianini, Fedora Barbieri, Plinio Clabassi, dir. Fernando Previtali - video-RAI 1957 ed. Hardy Classic
- Otello, con Rosanna Carteri, Renato Capecchi, regia di Franco Enriquez, dir. Tullio Serafin - video-RAI 1958 ed. Hardy Classic
- Carmen (selez.), con Irina Arkhipova, Irina Maslennikova, Pavel Lisitsian, dir. Alexander Melik-Pasheyev - dal vivo Mosca 1959 ed. VAI
- Pagliacci (selez.), con Leokadiya Maslennikova, Aleksey Petrovich Ivanov, dir. Alexander Melik-Pasheyev - dal vivo Mosca 1959 ed. VAI
- Otello, con Gabriella Tucci, Tito Gobbi, dir. Alberto Erede - dal vivo Tokyo 1959 ed. VAI
- Pagliacci, con Gabriella Tucci, Aldo Protti, Attilio D'Orazi, dir. Giuseppe Morelli - dal vivo Tokyo 1961 ed. VAI
- Aida, con Gabriella Tucci, Giulietta Simionato, Aldo Protti, Paolo Washington, dir. Franco Capuana - dal vivo Tokyo 1961 ed. VAI
- Andrea Chenier, con Renata Tebaldi, Aldo Protti, dir. Franco Capuana - dal vivo Tokyo 1961 ed. VAI
- Norma, con Elinor Ross, Giovanna Vighi, Massimiliano Malaspina, dir. Ettore Gracis - dal vivo Berlino 1967 ed. Premiere Opera

### Musica leggera
- 1955 - Mattinata, Core 'ngrato, 'O sole mio, Dicitencello vuje, Na sera 'e maggio, Tu ca nun chiagne, O sole mio, Granada, Trobadorica, Pescatore e'Pusilleco, Vurria, 'O paese d' 'o sole, Torna a Surriento, Autunno, Varca d'o primo ammore - Decca Records
- 1961 - Verrò/Bella Linda (Decca Records, 45-F 40717), pubblicato in Italia e Germania
- 1961 - Inno di Mameli/La leggenda del Piave (RCA Italiana, M45 - 0073)
- 1963 - Core 'ngrato/'Na lettera cucente (Decca Records, 45-F 40708)
- 1963 - Be my Love/Serenade (Decca Records, AT 15 000), pubblicato nei Paesi Bassi
- 1963 - Catarì, Catarì/Lolita (Decca Records, AT 15 001), pubblicato nei Paesi Bassi
- 1975 - Un amore così grande LP (Un amore così grande, Na sera 'e maggio, Torna a Surriento, Guapparia, Core 'ngrato, O paese do sole, Addio a Napoli, Tu ca nun chiagne, Mattinata, Dicitencello vuje, Parlami d'amore Mariù, O sole mio) - CLS-LVL 20000
- 1980 - Il mio primo angelo LP (Il mio primo angelo, Cavalieri del cielo, Lolita, Musica proibita, Non te ne andare via, Ti voglio tanto bene, Trobadorica, Tu che m'hai preso il cuor, Un mondo senza Dio, Wienna Wienna) - CLS 8019